# Eduardo Alcalá
Luis Eduardo Alcalá Díaz (* 1973 en Tonalá, Jalisco, México) es un futbolista mexicano retirado que jugaba en la posición de mediocampista. Jugó para el Club Deportivo Guadalajara, Reboceros de La Piedad y Chivas Tijuana.
Después de ser parte del plantel del Club Deportivo Tapatío de 1993 a 1995, en la Segunda División, Osvaldo Ardiles lo incorporó al primer equipo. Su primera participación fue en los partidos amistosos ante Junior de Barranquilla y Atlético Mineiro, después debutó en liga ante el Club León en la jornada 1 de la temporada 1995-96. El partido se realizó el 27 de agosto de 1995 y Chivas perdió el encuentro por marcador de 4 goles a 0, Alcalá salió de cambio al mediotiempo y después de eso no volvió a participar en primera división.
Pasa a los Reboceros de La Piedad en 1996 y en 1998 se incorpora al plantel de Chivas Tijuana.